# 金赛尔围城战
金赛尔围城战又名金赛尔战役（Battle of Kinsale）以及金赛尔之战，是英格蘭王國征服盖尔爱尔兰过程中的最后一场战役，此役开始于1601年10月，此时已是英格兰女王伊丽莎白一世统治末期，也是九年战争的高潮阶段。
西班牙军队的参与，以及此役对西班牙的战略价值令金赛尔围城战也能被算作1585-1604年英西戰爭的一部分。